# Geschwaderkennung

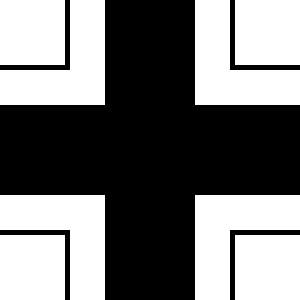
Balkenkreuz

La Geschwaderkennung (identification d'escadre) était une identification spécifique à presque toutes les escadres de la Luftwaffe pendant la Seconde Guerre mondiale exceptions faites des escadres de chasse (Jagdgeschwader) équipées d'avions monomoteurs et d'unités d'instruction. Cette identification est devenue systématique dans les unités de la Luftwaffe vers la fin de 1938.
L’identification d’une escadre (Geschwader) se composait d’un nombre et d’un chiffre placés devant la Balkenkreuz sur le fuselage. Les deux lettres placées après la Balkenkreuz identifiaient l'avion à l'intérieur de l'escadre. L’escadrille (Staffel) était donnée par la quatrième lettre. La troisième lettre identifiait la machine individuelle à l’intérieur de l’escadrille[pas clair]. 
Ainsi un tel code alphanumérique à quatre éléments était (à un instant donné) attribué une seule fois dans toute la Luftwaffe. Selon les escadrilles, il arrivait plus ou moins souvent que la lettre individuelle de l'avion soit rappelée sous, voire sur, les ailes ou encore sur le carénage ("pantalon") d'un train d'atterrissage fixe (cas du Junkers Ju 87 "Stuka"). Dans quelques cas, le code complet de l'avion (à ne pas confondre avec le Stammkennzeichen, le code radio attribué en usine) était rappelé sous les ailes.
Exemples:
- L1  AA = Lehrgeschwader 1 / Geschwaderstab (état-major d'escadre), Avion A (Geschwaderkommodore (Commandant d'escadre), lettre bleue)
- A1  BT = Kampfgeschwader 53 / 9. Staffel, Avion B (lettre jaune)

## Organigramme
Organigramme classique :
- Geschwader
  - I.Gruppe
  - II.Gruppe
  - III.Gruppe
  - IV.Gruppe
    - 1.Staffel
    - 2.Staffel
    - 3.Staffel

Exemple :
- Kampfgeschwader 1
  - I./KG 1
  - II./KG 1
  - III./KG 1
  - IV./KG 1
    - 10./KG 1
    - 11./KG 1
    - 12./KG 1

## Identification des escadres

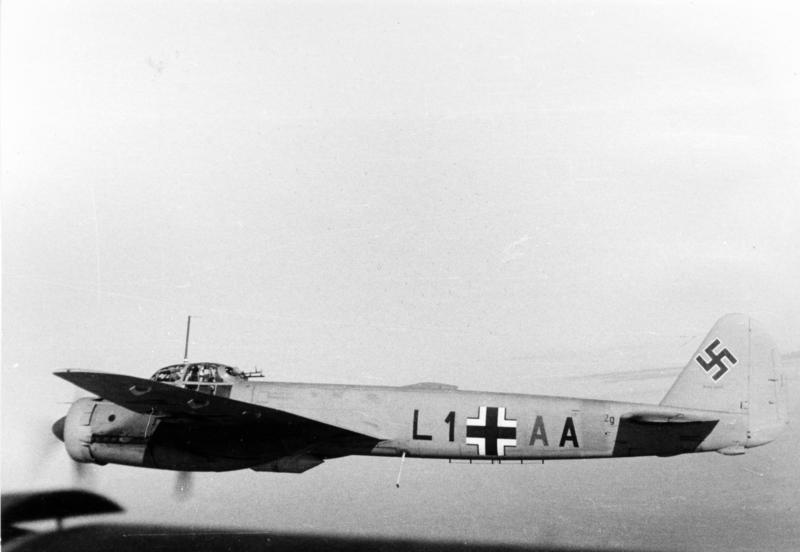
Junkers Ju 88 avec L1 AA de la Lehrgeschwader 1

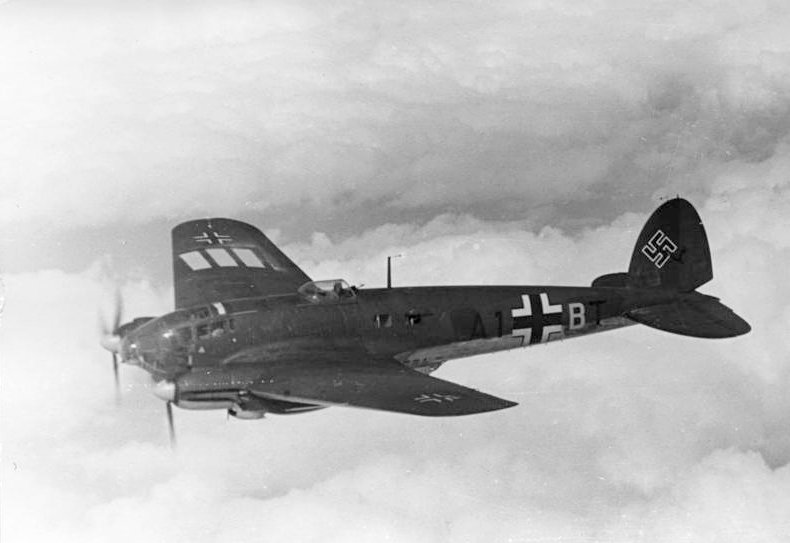
Heinkel He 111 avec A1 BT de la Kampfgeschwader 53

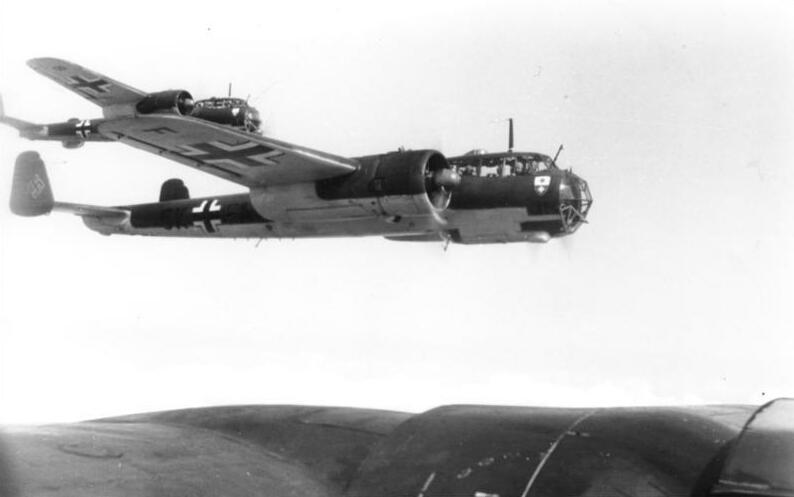
Dornier Do 17 de la Kampfgeschwader 3

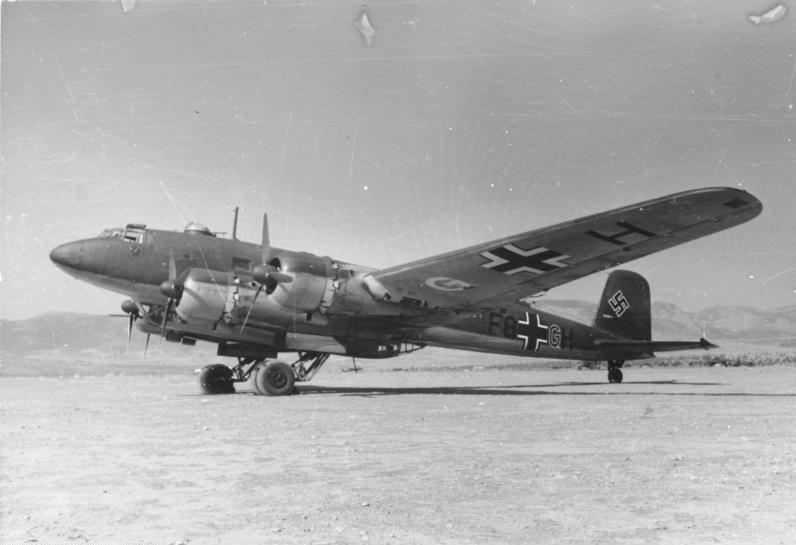
Focke-Wulf Fw 200 avec F8 GH de la Kampfgeschwader 40

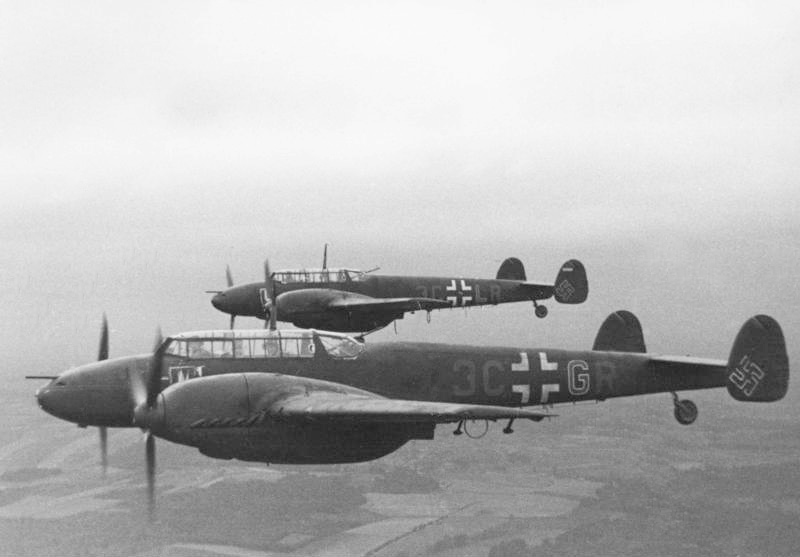
Messerschmitt Bf 110 avec 3C GR de la Nachtjagdgeschwader 4

Une liste complète de toutes les identifications utilisées par les escadres se trouve ici.
| Escadre                 | Identification |
| ----------------------- | -------------- |
| Kampfgeschwader 1       | V4             |
| Kampfgeschwader 2       | U5             |
| Kampfgeschwader 3       | 5K             |
| Kampfgeschwader 4       | 5J             |
| Kampfgeschwader 6       | 3E             |
| Kampfgeschwader 25      | 4D             |
| Kampfgeschwader 26      | 1H             |
| Kampfgeschwader 27      | 1G             |
| Kampfgeschwader 28      | 2F             |
| Kampfgeschwader 30      | 4D             |
| Kampfgeschwader 40      | F8             |
| Kampfgeschwader 50      | E8             |
| Kampfgeschwader 51      | 9K             |
| Kampfgeschwader 53      | A1             |
| Kampfgeschwader 54      | B3             |
| Kampfgeschwader 55      | G1             |
| Kampfgeschwader 60      | P1             |
| Kampfgeschwader 66      | Z6             |
| Kampfgeschwader 76      | F1             |
| Kampfgeschwader 77      | 3Z             |
| Kampfgeschwader 100     | 6N             |
| Kampfgeschwader 101     | 5T             |
| Kampfgeschwader 102     | A8             |
| Kampfgeschwader 152     | 3X             |
| Kampfgeschwader 153     | 3Z             |
| Kampfgeschwader 200     | A3             |
| Lehrgeschwader 1        | L1             |
| Lehrgeschwader 2        | L2             |
| Luftlandegeschwader 1   | F7, H4         |
| Luftlandegeschwader 2   | F7             |
| Nachtjagdgeschwader 1   | G9             |
| Nachtjagdgeschwader 2   | R4, 4R         |
| Nachtjagdgeschwader 3   | D5             |
| Nachtjagdgeschwader 4   | 3C             |
| Nachtjagdgeschwader 5   | C9             |
| Nachtjagdgeschwader 6   | 2Z             |
| Nachtjagdgeschwader 7   | D9             |
| Nachtjagdgeschwader 11  | 3N             |
| Nachtjagdgeschwader 100 | W7             |
| Nachtjagdgeschwader 101 | 9W             |
| Nachtjagdgeschwader 102 | 7J             |
| Nachtjagdgeschwader 200 | 8V             |
| Schlachtgeschwader 1    | A5             |
| Schlachtgeschwader 2    | T6             |
| Schlachtgeschwader 3    | S7             |
| Schlachtgeschwader 5    | Q9             |
| Schlachtgeschwader 9    | P8             |
| Schlachtgeschwader 10   | S3             |
| Schlachtgeschwader 77   | S2             |
| Schlachtgeschwader 151  | 6Q             |
| Schlachtgeschwader 152  | 4M             |
| Sturzkampfgeschwader 1  | A5             |
| Sturzkampfgeschwader 2  | T6             |
| Sturzkampfgeschwader 3  | S7             |
| Sturzkampfgeschwader 5  | L1             |
| Sturzkampfgeschwader 51 | 6G             |
| Sturzkampfgeschwader 76 | F1             |
| Sturzkampfgeschwader 77 | S2             |
| Transportgeschwader 1   | 1Z             |
| Transportgeschwader 2   | 8T             |
| Transportgeschwader 3   | 4V             |
| Transportgeschwader 4   | G6             |
| Transportgeschwader 5   | C8             |
| Zerstörergeschwader 1   | 2N             |
| Zerstörergeschwader 2   | A2, 3M         |
| Zerstörergeschwader 26  | 3U             |
| Zerstörergeschwader 52  | A2             |
| Zerstörergeschwader 76  | M8             |
| Wekusta 1               | B7, T5         |
| Wekusta 2               | T5, D7         |
| Wekusta 3               | 4B             |
| Wekusta 5               | 1B, D7         |
| Wekusta 6               | D7             |
| Wekusta 7               | K4             |
| Wekusta 26              | 5M, C5         |
| Wekusta 27              | Q5             |
| Wekusta 51              | 4T             |
| Wekusta 76              | 5Z             |
| Wekusta Ob.d.L          | T5             |

## Identification des escadrilles
| Dispositions dans l’escadre           | Identification                |
| ------------------------------------- | ----------------------------- |
| Geschwaderstab (état-major d'escadre) | A (une lettre bleue à gauche) |
| I. Gruppe/Stab                        | B (une lettre verte à gauche) |
| II. Gruppe/Stab                       | C (Vert)                      |
| III. Gruppe/Stab                      | D (Vert)                      |
| IV. Gruppe/Stab                       | E (Vert)                      |
| V. Gruppe/Stab                        | F (Vert)                      |
| 1. Staffel (Escadrille)               | H (Blanc)                     |
| 2. Staffel                            | K (Rouge)                     |
| 3. Staffel                            | L (Jaune)                     |
| 4. Staffel                            | M (Blanc)                     |
| 5. Staffel                            | N (Rouge)                     |
| 6. Staffel                            | P (Jaune)                     |
| 7. Staffel                            | R (Blanc)                     |
| 8. Staffel                            | S (Rouge)                     |
| 9. Staffel                            | T (Jaune)                     |
| 10. Staffel                           | U (Blanc)                     |
| 11. Staffel                           | V (Rouge)                     |
| 12. Staffel                           | W (Jaune)                     |
| 13. Staffel                           | X (Blanc)                     |
| 14. Staffel                           | Y (Rouge)                     |
| 15. Staffel                           | Z (Jaune)                     |

## Littérature
- Karl Ries Jr.: Markierungen und Tarnanstriche der Luftwaffe, Band 1, Verlag Dieter Hoffmann, 3. Auflage 1971
- Wolfgang Dierich: Die Verbände der Luftwaffe 1935–1945, Verlag Heinz Nickel,  (ISBN 3-925480-15-3)
- John Weal: Luftwaffe Markings, Part 1, in Wings of Fame, Vol. 16, S. 148–157

## Liens
- http://www.rlm.at/cont/archiv03.htm
- http://www.ww2.dk/misc/unitid.htm
- http://jacqueline-devereaux.blogspot.be/2009/09/luftwaffe-la-veille-de-la-seconde.html

- (de) Cet article est partiellement ou en totalité issu de l’article de Wikipédia en allemand intitulé « Geschwaderkennung » (voir la liste des auteurs).